# Stora Strängetjärnet
Stora Strängetjärnet är en sjö i Dals-Eds kommun i Dalsland och ingår i Örekilsälvens huvudavrinningsområde. Stora Strängetjärnet ligger i Borgelemossarna Natura 2000-område.